# Pragobanka Cup 1996
Pragobanka Cup se odehrál od 16. do 18. srpna 1996 ve Zlíně. Zúčastnila se tři reprezentační mužstva, která se utkala jednokolovým systémem každý s každým. Utkání Švédsko – Finsko se hrálo 14. srpna v Turku.

## Výsledky a tabulka
|    |         | FIN    | SWE     | CZE   | V | R | P | Skóre | B |
| 1. | Finsko  | Finsko | 3:1     | 2:3   | 1 | 0 | 1 | 5:4   | 2 |
| 2. | Švédsko | 1:3    | Švédsko | 4:2   | 1 | 0 | 1 | 5:5   | 2 |
| 3. | Česko   | 3:2    | 2:4     | Česko | 1 | 0 | 1 | 5:6   | 2 |